# Sitticus tenebricus
Sitticus tenebricus là một loài nhện trong họ Salticidae.
Loài này thuộc chi Sitticus. Sitticus tenebricus được María Elena Galiano & Léon Baert miêu tả năm 1990.